# Campomarino
Campomarino (im Arbëresh-Dialekt Këmarini) ist eine italienische Gemeinde (comune) mit 7854 Einwohnern (Stand 31. Dezember 2023) in der Provinz Campobasso in der Region Molise. Die Gemeinde liegt etwa 53 Kilometer von Campobasso und grenzt unmittelbar an die Provinz Foggia am Adriatischen Meer. Hier mündet der Biferno in die Adria.

## Geschichte
Das Gemeindegebiet war seit dem 19. bzw. 18. Jahrhundert vor Christus von Menschen besiedelt. Ab dem 15. Jahrhundert lassen sich hier Albaner nieder, diese gehören zu der altansässigen Minderheit der Arbëresh oder sind neue Zuwanderer.

## Verkehr
Durch die Gemeinde führt die A14 entlang der Adriaküste von Bologna, Rimini und Ancona kommend Richtung Foggia, Bari und Tarent. Noch näher an der Küste liegt im Gemeindegebiet der Verlauf der Strada Statale 16 Adriatica. Im Hauptort der Gemeinde befindet sich ein Bahnhof an der Bahnstrecke Ancona–Lecce. Die Bahnstation im Ortsteil Nuova Cliternia ist nunmehr stillgelegt. Bei Campomarino gibt es einen kleinen Flugplatz (Aviosuperficie) für die Allgemeine Luftfahrt.

## Gemeindepartnerschaft
- Campomarino unterhält eine Partnerschaft mit der Stadt Kotor in Montenegro.